# Natalia Kałucka
Natalia Kałucka (Tarnów, 25 de diciembre de 2001) es una deportista polaca que compite en escalada, especialista en la prueba de velocidad. Su hermana gemela Aleksandra compite en el mismo deporte.
Ganó una medalla de oro en el Campeonato Mundial de Escalada de 2021 y dos medallas en el Campeonato Europeo de Escalada, en los años 2022 y 2024. En los Juegos Europeos de Cracovia 2023 consiguió una medalla de oro en la prueba de velocidad.
Además, consiguió una medalla de plata en los Juegos Mundiales de 2022.

## Palmarés internacional
| Campeonato Mundial | Campeonato Mundial | Campeonato Mundial | Campeonato Mundial |
| Año                | Lugar              | Medalla            | Prueba             |
| ------------------ | ------------------ | ------------------ | ------------------ |
| 2021               | Moscú (Rusia)      | Medalla de oro     | Velocidad          |
| Juegos Europeos    |                    |                    |                    |
| Año                | Lugar              | Medalla            | Prueba             |
| 2023               | Tarnów (Polonia)   | Medalla de oro     | Velocidad          |
| Campeonato Europeo |                    |                    |                    |
| Año                | Lugar              | Medalla            | Prueba             |
| 2022               | Múnich (Alemania)  | Medalla de bronce  | Velocidad          |
| 2024               | Villars (Suiza)    | Medalla de oro     | Velocidad          |